# Alexandre Chargueï
Pour les articles homonymes, voir Kondratiouk.
Alexandre Ignatievitch Chargueï (en ukrainien : Олександр Гнатович Шаргей, en russe : Александр Игнатьевич Шаргей) (21 juin 1897- février 1942), plus connu sous le nom de Iouri Vassilievitch Kondratiouk (en ukrainien : Юрій Васильович Кондратюк, en russe : Юрий Васильевич Кондратюк), est un ingénieur et mathématicien ukrainien qui a le premier théorisé la méthode du rendez-vous en orbite lunaire, qui sera finalement adoptée par la NASA pour la conception des missions Apollo.

## Jeunesse
Alexandre Chargueï n’a pas 20 ans lorsqu’il rédige au lycée de Poltava, en Ukraine, un essai intitulé « La conquête des espaces interplanétaires ». Dans cet essai spéculatif sur les techniques spatiales, il y décrit en particulier la trajectoire optimale d’un vol de la Terre à la Lune. Il démontre que la solution permettant de réduire la masse de l'engin spatial à lancer depuis la Terre consiste à placer celui-ci en orbite autour de la Lune avant qu'un module s'en détache et effectue seul l'aller-retour jusqu'à la surface lunaire.

## Révolution d'Octobre
En 1917, lorsque la révolution d'Octobre éclate, Chargueï est officier dans l'armée. Afin de se soustraire à l'épuration qui suit la prise de pouvoir par les bolchéviques, il tente d'abord de fuir, puis il adopte une fausse identité, se faisant appeler Iouri Kondratiouk pour dissimuler son ancienne position dans l'armée tsariste. Il renoue avec sa passion astronautique et publie, à compte d’auteur, son essai qui est publié en 1929 à 2000 exemplaires qui a un succès d'estime auprès des scientifiques. Il s'installe en Sibérie où il met bientôt à profit ses talents d'ingénieur et construit un remarquable élévateur à grains.  Accusé de sabotage au début des années 1930 avec d'autres constructeurs de minoterie, Kondratiouk purge sa peine dans une charachka où il travaille sur la conception d'engins pour les mines de charbon. Lorsqu'il est libéré, il se consacre notamment à la conception d'un parc d'éoliennes. Il ne reviendra jamais à ses travaux d’astronautique, de peur que sa véritable identité ne soit découverte. Au début de la Seconde Guerre mondiale, il se porte volontaire pour combattre. Il occupe le poste de commandant adjoint d'un régiment de la 120e division d'infanterie lorsqu'il est tué le 25 février 1942.

## Le programme Apollo et le rendez-vous orbital
Lorsque le président américain John Kennedy donne à la NASA le 25 mai 1961 l'objectif de faire atterrir des hommes sur la Lune avant la fin de la décennie, la NASA n'a pas encore fixé son choix technique sur le déroulement de la mission lunaire. John Houbolt plaide pour le rendez-vous en orbite lunaire imaginé par  Chargueï  qui a de nombreux opposants à cause du risque associé à la technique du rendez-vous. Il finit par avoir gain de cause. Le lendemain du triomphe de Neil Armstrong, premier astronaute à avoir atterri sur la Lune, le responsable du programme Apollo révèle, lors d’une conférence de presse, le nom de Chargueï. C’est à grand-peine, explique-t-il, qu’un exemplaire de l’ouvrage de Kondratiouk avait pu être retrouvé…

## Assistance gravitationnelle
Dans son article "A ceux qui liront pour construire" ( "Тем, кто будет читать, чтобы строить" ), publié en 1938 mais daté de 1918-1919, Yuri Kondratyuk a suggéré qu'un vaisseau spatial voyageant entre deux planètes pouvait être accéléré au début et à la fin de sa trajectoire en utilisant la gravité des deux planètes. La partie de son manuscrit traitant de l'assistance gravitationnelle n'a reçu aucun développement ultérieur et n'a été publiée que dans les années 1960.

## Hommages
Le cratère Kondratiouk sur la Lune est nommé ainsi pour lui rendre hommage.

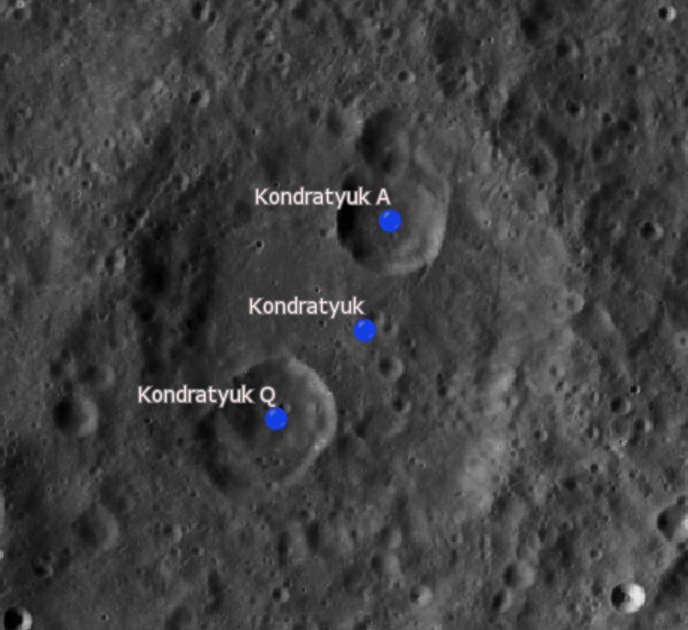
Le cratère avec Kondratiouk A et Q.
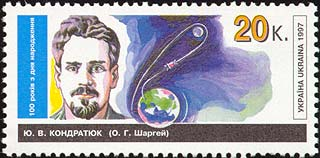
Timbre émis en 1997, pour le 100e anniversaire de Iouri Kondratiouk.
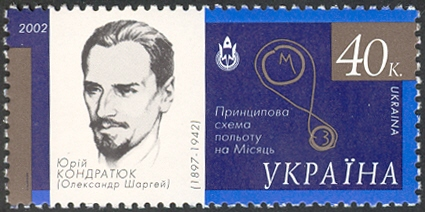
Timbre d'une valeur de 40 kopecks, émis en 2002.
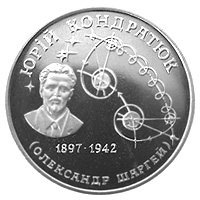
Avers de la pièce de 2 hryvnia, publiée à l'occasion du 100e anniversaire du scientifique.